# گسولنگو
گسولنگو (به ایتالیایی: Gossolengo) یک کومونه در ایتالیا است که در استان پیاچنزا واقع شده‌است. گسولنگو ۳۱٫۵ کیلومتر مربع مساحت و ۴٬۱۹۷ نفر جمعیت دارد.